# ランダル・プランケット (第11代ダンセイニ男爵)
第11代ダンセイニ男爵ランダル・プランケット（英語: Randall Plunkett, 11th Baron of Dunsany、1668年以前 – 1735年3月16日）は、アイルランド王国の貴族。

## 生涯
エドワード・プランケット（Edward Plunkett、第9代ダンセイニ男爵パトリック・プランケットの息子）とキャサリン・マクドネル（Catherine MacDonnell、初代アントリム伯爵ランダル・マクドネルの娘）の息子として生まれた。
1678年と1681年の間にアン・パーシャル（Anne Pershall、1711年以前没、サー・ウィリアム・パーシャルの娘）と結婚した。
1690年に兄クリストファーが死去すると、ダンセイニ男爵の爵位を継承したが、カトリックだったためアイルランド貴族院議員に就任できなかった。また、ジェームズ2世を支持したため、1691年4月16日に法外追放されたが、同年のリメリック条約により法外追放が取り消された。
1711年5月、ブリジット・フレミング（Bridget Fleming、1689年4月 – 1769年頃?、リチャード・フレミングの娘）と再婚、1男をもうけた。
- エドワード（1713年 – 1781年） - 第12代ダンセイニ男爵

1735年3月16日に死去、ダンセイニで埋葬された。息子エドワードが爵位を継承した。